# Pehrforsskalia conopyga
Pehrforsskalia conopyga is een spinnensoort uit de familie trilspinnen (Pholcidae). De soort komt voor in Yemen en Afrika.